# Муниципальные выборы в Сирии (2007)
Муниципальные выборы в Сирии прошли в августе 2007 года.

## Контекст
Эти выборы в местные органы власти — советы провинций, муниципалитеты городов, деревень и сел — замкнули череду выборов в Сирии, длившуюся с апреля по август 2007 года. Вначале парламентские выборы, проводящиеся раз в четыре года, потом президентские на новый семилетний срок, и последние — муниципальные.

## Голосование
Явка составила 49,54% от имеющих право голоса избирателей.

## Результат
В органы местного самоуправления было избрано 9700 кандидатов, из них 319 женщин, при этом большинство были выдвинуты по партийным спискам, что гарантировало им избрание на эти посты. Среди избранных в советы провинций кандидатов 42 человека имеют докторскую степень, а более 3200 — университетские дипломы.